# John Henry Twachtman
John Henry Twachtman (Cincinnati, 4 agosto 1853 – Gloucester, 8 agosto 1902) è stato un pittore e docente statunitense, impressionista.
Twachtman è noto per i suoi paesaggi e per le sue ambientazioni impressioniste, sebbene il suo stile abbia subíto ampie mutazioni negli anni. Gli storici dell'arte considerano le sue opere di impressionismo americano come le più personali e sperimentali fra quelle della sua generazione.

## Biografia
Nato a Cincinnati, nell'Ohio, Henry Twachtman apprese i primi elementi della pittura da Frank Duveneck e, come molti artisti dell'epoca, continuò la sua formazione in Europa, andando a studiare nell'Accademia d'Arte di Monaco dal 1875 al 1877. Visitò poi Venezia assieme a Duveneck e a William Merritt Chase.
Dopo un breve rientro in America, il matrimonio del 21 aprile 1881 con Martha Scudder e la nascita del primogenito John Alden (futuro pittore e architetto) il 5 marzo 1882, Twachtman ripartì per l'Europa, fermandosi a Parigi dal 1883 al 1885 per studiare presso l'Académie Julian. A Parigi il 9 giugno 1884 nacque la secondogenita Marjorie.
Dopo questa esperienza la sua pittura divenne più morbida e sfumata, con un tocco di stile tonalista. Fu questo il periodo in cui produsse gran parte dei suoi lavori migliori, come Arques-la-Bataille (oggi al Metropolitan Museum of Art) e Springtime (conservato al Cincinnati Art Museum). Nel 1886 tornò definitivamente in patria e si stabilì a Greenwich, nel Connecticut, dove acquistò una fattoria. Nacquero i figli Elsie (a Chicago, 1886-1895) ed Eric Christian (1890-1891), morti in tenera età, ma anche Quentin Giles (1892), Violet (1895) e Godfrey (1897), il settimo e ultimogenito.
Dal 1889 al 1902 insegnò pittura presso l'Art Students League di New York. Nel 1893 vinse una medaglia d'argento alla Fiera Colombiana di Chicago. Dipinse ed espose assieme al collega Julian Alden Weir ed entrò nel gruppo dei Ten American Painters. In una mostra di New York i suoi quadri furono messi a fianco di opere di Claude Monet.
Twachtman morì improvvisamente a 49 anni, a causa di un aneurisma, mentre si trovava a Gloucester.
La sua sesta figlia Violet morì improvvisamente a Milano il 25 luglio 1964, mentre era in visita alla figlia Martha Baker ivi residente; venne sepolta al Cimitero Monumentale, che ne conserva i resti in una celletta.

## Galleria d'immagini

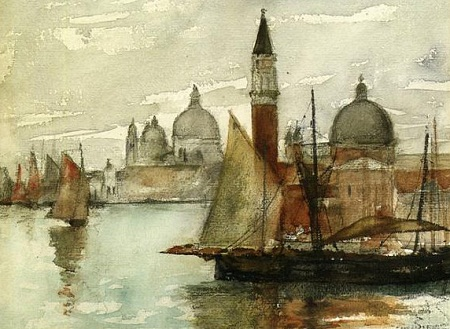
Venezia
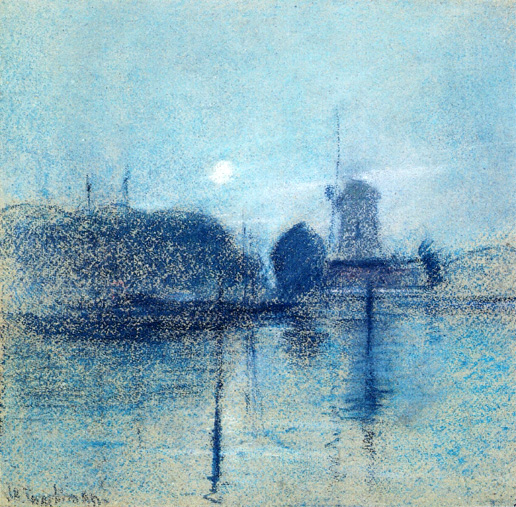
Paesaggio olandese
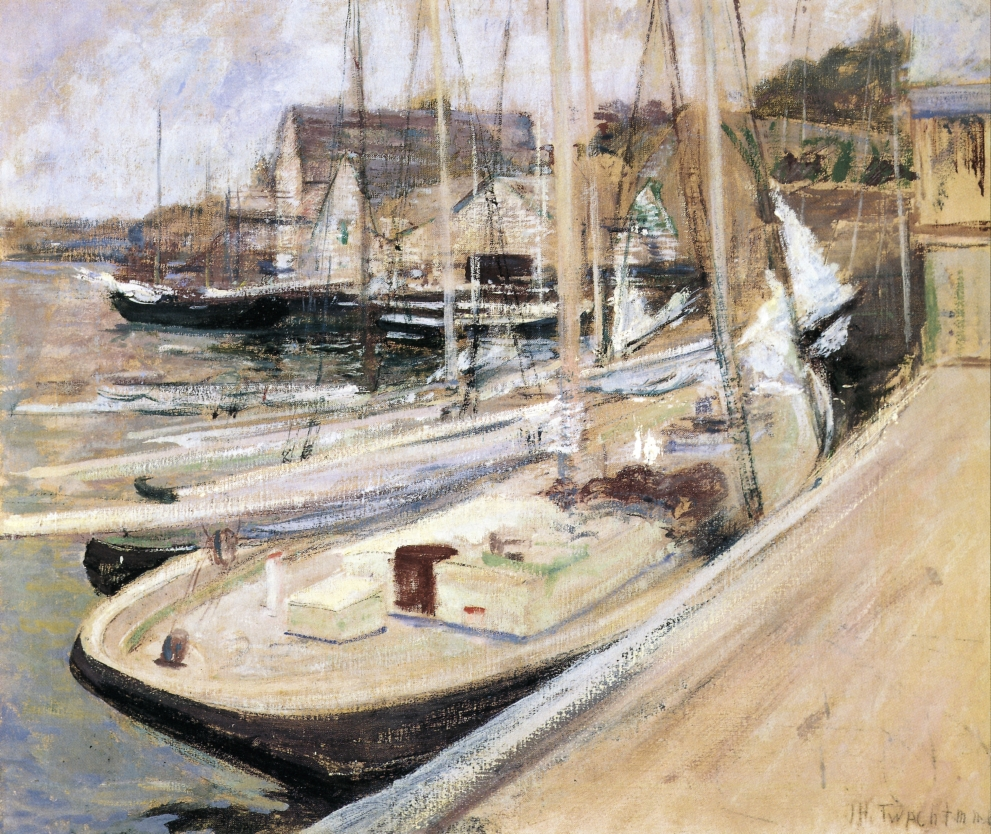
Pescherecci a Gloucester
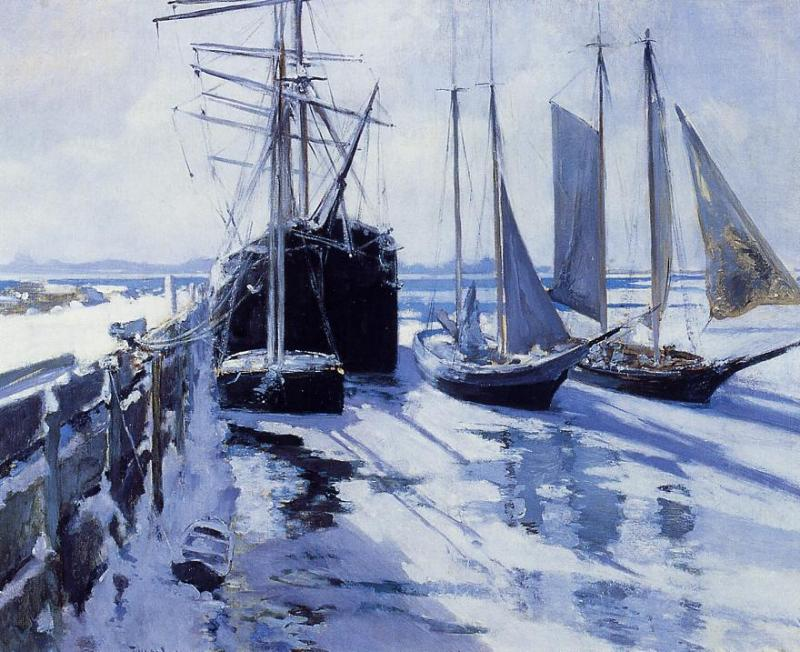
L'approdo invernale nel Connecticut
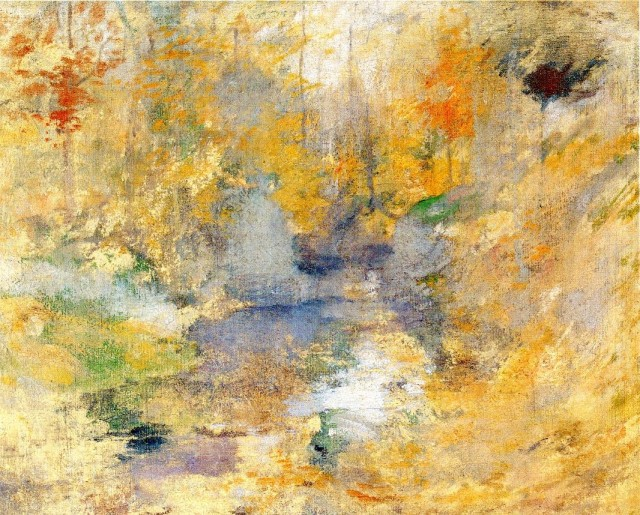
Il laghetto di Hemlock in autunno
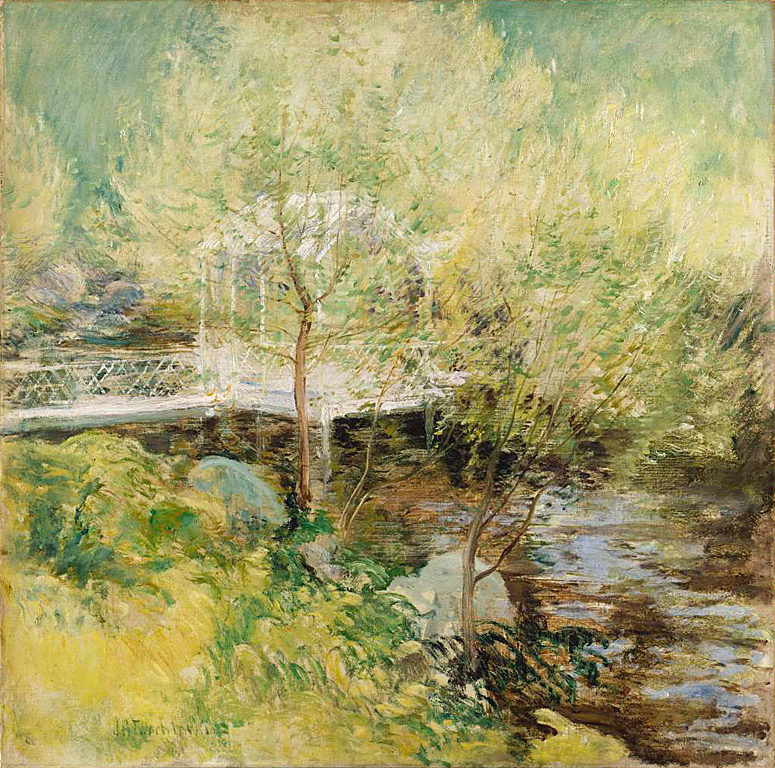
Il ponte bianco
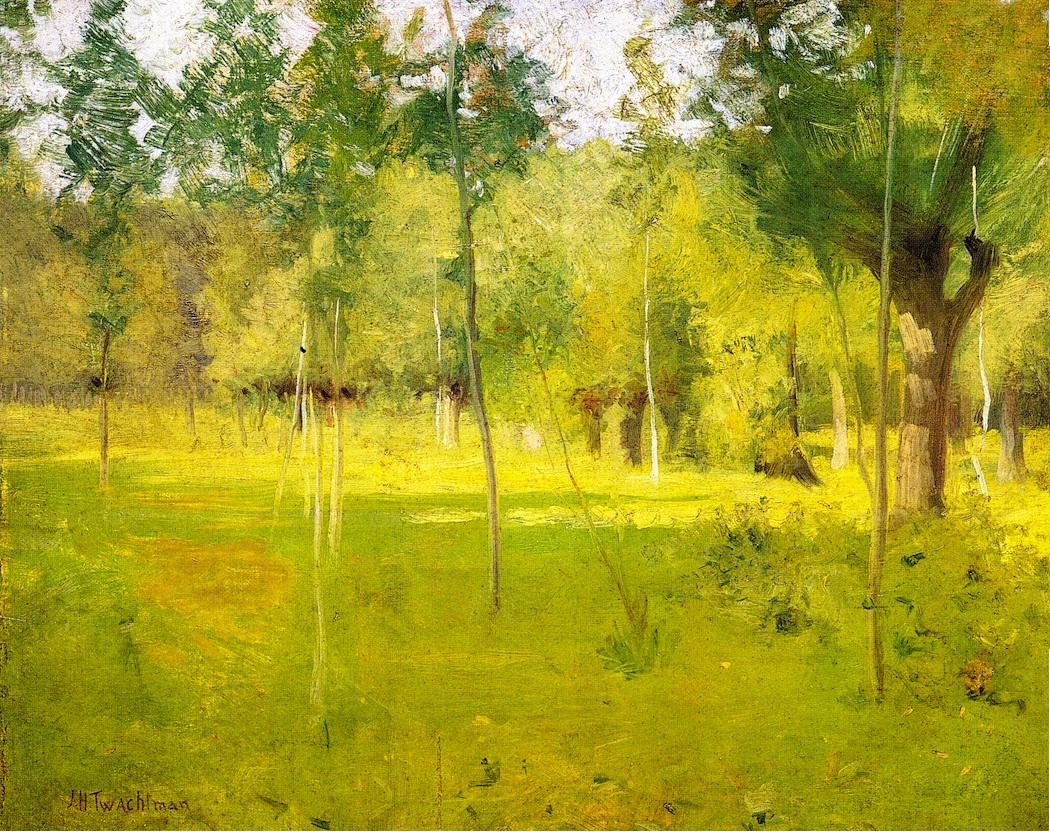
Paesaggio primaverile
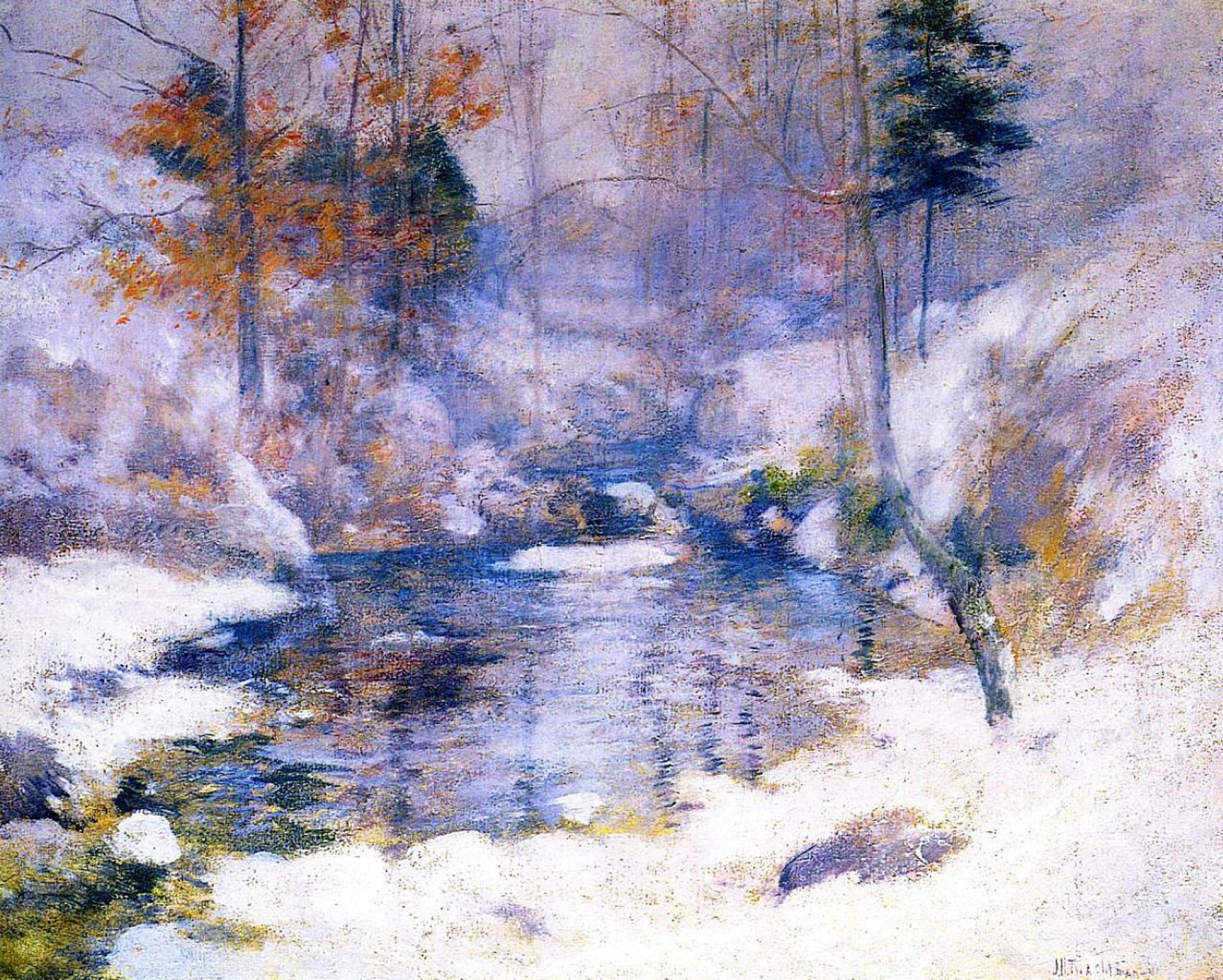
Armonie d'inverno

## Note

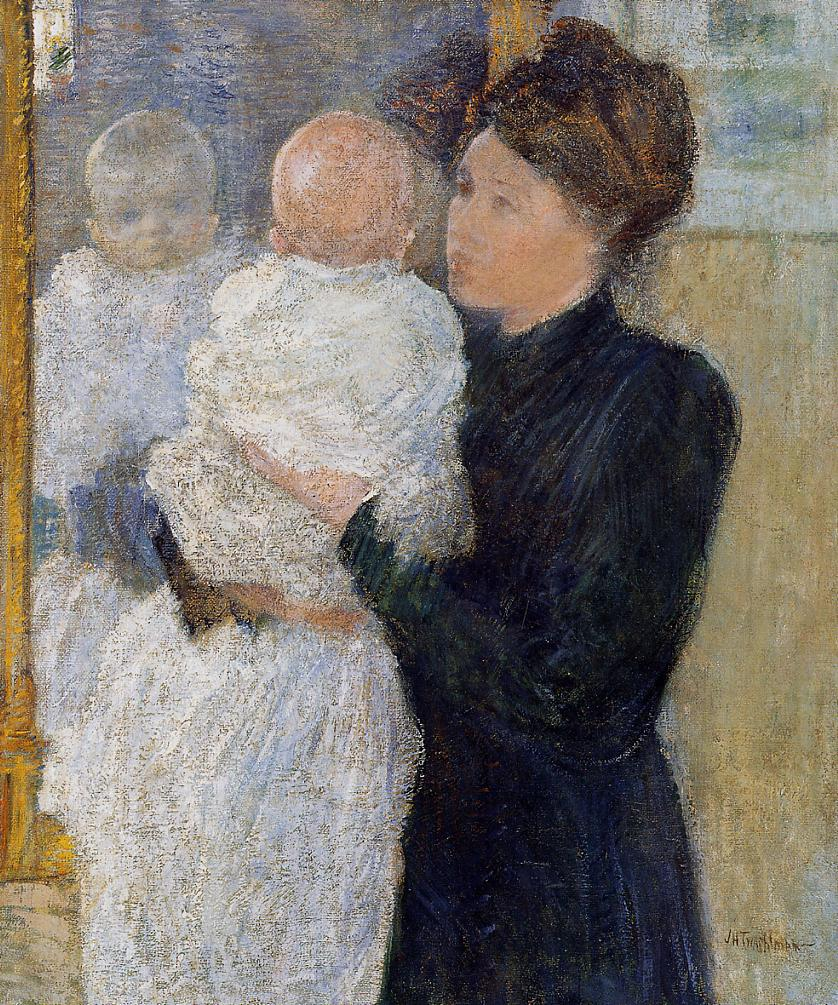
Madre e figlio

## Altri progetti

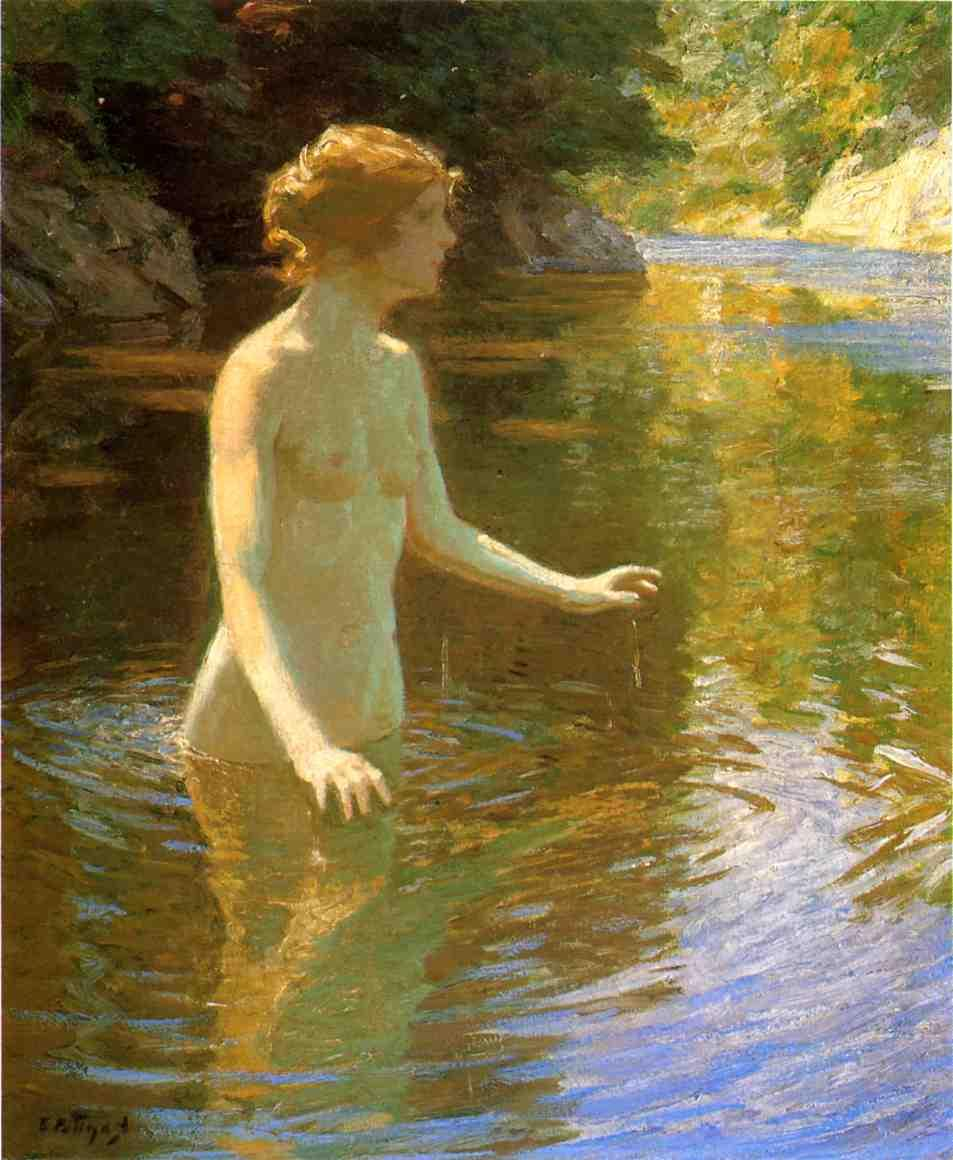
La piscina incantata